# إبراهيم أباد (درميان)
إبراهیم أباد (بالفارسية: ابراهيم اباد) هي مستوطنة تقع في إيران في قسم درمیان الريفي. يقدر عدد سكانها بـ 61 نسمة بحسب إحصاء 2016.